# Tharushi Karunarathna
Dissanayaka Mudiyanselage Tharushi Dilsara Karunaratne (singhalesisch දිසානායක මුදියන්සේලාගේ තරුෂි දිල්සර කරුණාරත්න, * 18. November 2004) ist eine sri-lankische Leichtathletin, die im Sprint sowie im Mittelstreckenlauf an den Start geht. Sie ist aktuelle Inhaberin des Landesrekordes über 800 Meter und wurde über diese Distanz 2023 Asienmeisterin und siegte bei den Asienspielen.

## Sportliche Laufbahn
Erste Erfahrungen bei internationalen Meisterschaften sammelte Tharushi Karunarathna im Jahr 2021, als sie bei den U20-Weltmeisterschaften in Nairobi mit 2:17,82 min im Halbfinale im 800-Meter-Lauf ausschied. Zudem belegte sie mit der sri-lankischen Mixed-Staffel über 4-mal 400 Meter in 3:26,39 min den siebten Platz. Im Jahr darauf schied sie bei den U20-Weltmeisterschaften in Cali mit 54,86 s im Semifinale im 400-Meter-Lauf aus und 2023 gewann sie bei den U20-Asienmeisterschaften in Yecheon in 2:05,64 min die Goldmedaille über 800 Meter und sicherte sich in 53,71 s die Silbermedaille über 400 Meter. Zudem siegte sie in 3:25,41 min in der Mixed-Staffel und stellte damit einen neuen Landesrekord auf. Anschließend siegte sie in 2:00,66 min über 800 Meter bei den Asienmeisterschaften in Bangkok und stellte damit einen neuen Meisterschafts- und Landesrekord auf. Zudem gewann sie mit der Frauenstaffel in 3:33,27 min gemeinsam mit Nadeesha Ramanayake, Lakshima Mendis und Harshani Fernando die Silbermedaille hinter dem vietnamesischen Team und auch in der Mixed-Staffel gewann sie in 3:15,41 min gemeinsam mit Aruna Dharshana, Kalinga Kumarage und Nadeesha Ramanayake die Silbermedaille hinter Indien. Im Oktober wurde sie bei den Asienspielen in der Mixed-Staffel disqualifiziert und siegte in 2:03,20 min über 800 Meter. Zudem gewann sie mit der Frauenstaffel in 3:30,88 min gemeinsam mit Nadeesha Ramanayake, Jayeshi Uththara und Lakshima Mendis die Bronzemedaille hinter den Teams aus Bahrain und Indien. Im Jahr darauf nahm sie über 800 Meter an den Olympischen Sommerspielen in Paris teil und schied dort mit 2:06,66 min in der Hoffnungsrunde aus.
2022 wurde Karunarathna sri-lankische Meisterin im 400-Meter-Lauf sowie 2024 über 800 Meter.

## Persönliche Bestleistungen
- 400 Meter: 52,48 s, 1. Juni 2024 in Taipeh
- 600 Meter: 1:24,84 min, 18. Juni 2024 in Bilbao (Asienbestleistung)
- 800 Meter: 2:00,66 min, 16. Juli 2023 in Bangkok (sri-lankischer Rekord)